# Lets kabinet
Het kabinet van Letland is de regering van de Republiek Letland en bestaat uit verschillende ministers, onder wie de premier. Omdat Letland een parlementaire republiek is, heeft het parlement de volledige macht.

## Geschiedenis

### De eerste kabinetten
De eerste kabinetten van Letland bestonden tussen 1918 en 1934. In 1925 stemde het kabinet over welke ministeries er moesten bestaan. Dit waren de volgende ministeries: het ministerie van Buitenlandse Zaken, het ministerie van Financiën, het ministerie van Binnenlandse Zaken, het ministerie van Onderwijs, het ministerie van Defensie, het ministerie van Landbouw, het ministerie van Verkeer van Waterstaat, het ministerie van Welzijn en het ministerie van Justitie.

### Staatsgreep
Op 15 mei 1934 kwam er een staatsgreep en vormde Kārlis Ulmanis een autoritaire regering. Ook kwamen er twee nieuwe ministeries bij, namelijk het ministerie van Sociale Zaken en het ministerie van Productie en Handel.

### Sovjet-Unie
In 1940 was Letland geannexeerd door de Sovjet-Unie en werd het land bestuurd onder de invloedssfeer van de Sovjet-Unie. In 1991 werd Letland weer onafhankelijk; al in 1990 was er een regering gevormd op basis van meerpartijenverkiezingen in Letland.

### Onafhankelijkheid
Na de onafhankelijkheid die op 21 augustus 1991 werd uitgeroepen (en die op 6 september door de Sovjet-Unie werd erkend), zette de in 1990 aangetreden (overgangs)regering het bestuur voort. Sindsdien heeft Letland drieëntwintig kabinetten gekend.

## Kabinetten

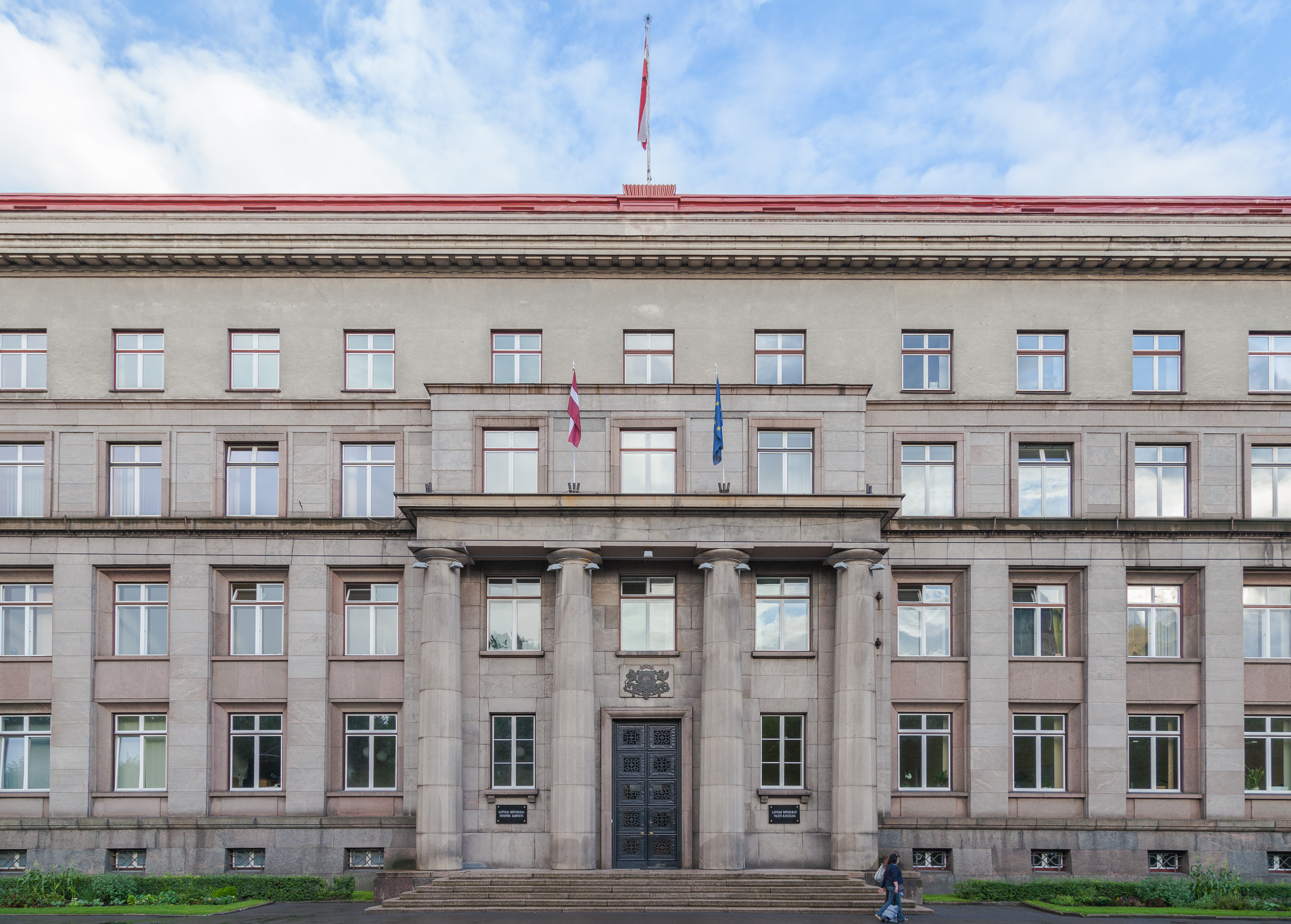
Het gebouw waar het Lets kabinet vergadert: het Paleis van Justitie

### 1918–1940
- Lets voorlopig kabinet (18 november 1918 - 11 juni 1920)
- Kabinet-Ulmanis I (20 juni 1920 - 18 juni 1921)
- Kabinet-Meierovics I (19 juni 1921 - 26 januari 1923)
- Kabinet-Pauļuks (27 januari 1923 - 27 juni 1923)
- Kabinet-Meierovics II (28 juni 1923 - 26 januari 1924)
- Kabinet-Zāmuēls (27 januari 1924 - 18 december 1924)
- Kabinet-Celmiņš I (19 december 1924 - 23 december 1925)
- Kabinet-Ulmanis II (24 december 1925 - 6 mei 1926)
- Kabinet-Alberings (7 mei 1926 - 18 december 1926)
- Kabinet-Skujenieks I (19 december 1926 - 23 januari 1928)
- Kabinet-Juraševskis (24 januari 1928 - 30 november 1928)
- Kabinet-Celmiņš II (1 december 1928 - 26 maart 1931)
- Kabinet-Ulmanis III (27 maart 1931 - 5 december 1931)
- Kabinet-Skujenieks II (6 december 1931 - 23 maart 1933)
- Kabinet-Bļodnieks (24 maart 1933 - 16 maart 1934)
- Kabinet-Ulmanis IV (17 maart 1934 - 15 mei 1934)
- Kabinet-Ulmanis V (16 mei 1934 - 20 juni 1940)
- Kabinet-Kirhenšteins (20 juni 1940 - 21 juli 1940)

### Sinds 1990
| Kabinet         | Begindatum        | Einddatum         | Coalitiepartij(en)                 | Premier                 | Verkiezingen |
| --------------- | ----------------- | ----------------- | ---------------------------------- | ----------------------- | ------------ |
| Godmanis I      | 7 mei 1990        | 3 augustus 1993   | LTF, LC                            | Ivars Godmanis          | 1990         |
| Birkavs         | 3 augustus 1993   | 19 september 1994 | LC, LZS, LZP                       | Valdis Birkavs          | 1993         |
| Gailis          | 19 september 1994 | 21 december 1995  | LC, TPA, LZS, LZP, TB              | Māris Gailis            | 1993         |
| Šķēle I         | 21 december 1995  | 13 februari 1997  | DPS, TB, LC, LNNK, LZS, LZP, LVP   | Andris Šķēle            | 1995         |
| Šķēle II        | 13 februari 1997  | 7 augustus 1997   | DPS, TB, LC, LNNK, LZS, LZP, KDS   | Andris Šķēle            | 1995         |
| Krasts          | 7 augustus 1997   | 26 november 1998  | TB/LNNK, LC, LZS, LZP, DPS, KTP    | Guntars Krasts          | 1995         |
| Krištopans      | 26 november 1998  | 16 juli 1999      | LC, TB/LNNK, JP, LSDSP             | Vilis Krištopans        | 1998         |
| Šķēle III       | 16 juli 1999      | 5 mei 2000        | TP, LC, TB/LNNK                    | Andris Šķēle            | 1998         |
| Bērziņš         | 5 mei 2000        | 7 november 2002   | LC, TP, TB/LNNK, JP                | Andris Bērziņš          | 1998         |
| Repše           | 7 november 2002   | 9 maart 2004      | JL, ZZS, TB/LNNK, LPP              | Einars Repše            | 2002         |
| Emsis           | 9 maart 2004      | 2 december 2004   | ZZS, TP, LPP                       | Indulis Emsis           | 2002         |
| Kalvītis I      | 2 december 2004   | 7 november 2006   | TP, ZZS, LPP, JL                   | Aigars Kalvītis         | 2002         |
| Kalvītis II     | 7 november 2006   | 20 december 2007  | TP, ZZS, LPP/LC, TB/LNNK           | Aigars Kalvītis         | 2006         |
| Godmanis II     | 20 december 2007  | 12 maart 2009     | LPP/LC, TP, ZZS, TB/LNNK           | Ivars Godmanis          | 2006         |
| Dombrovskis I   | 12 maart 2009     | 3 november 2010   | JL, TP, ZZS, TB/LNNK, PS           | Valdis Dombrovskis      | 2006         |
| Dombrovskis II  | 3 november 2010   | 25 oktober 2011   | Eenheid, ZZS                       | Valdis Dombrovskis      | 2010         |
| Dombrovskis III | 25 oktober 2011   | 22 januari 2014   | Eenheid, RP, NA                    | Valdis Dombrovskis      | 2011         |
| Straujuma I     | 22 januari 2014   | 5 november 2014   | Eenheid, RP, NA, ZZS               | Laimdota Straujuma      | 2011         |
| Straujuma II    | 5 november 2014   | 11 februari 2016  | Eenheid, NA, ZZS                   | Laimdota Straujuma      | 2014         |
| Kučinskis       | 11 februari 2016  | 23 januari 2019   | Eenheid, NA, ZZS                   | Māris Kučinskis         | 2014         |
| Kariņš I        | 23 januari 2019   | 14 december 2022  | K, AP!, NA, KPV LV (2019-2021), JV | Arturs Krišjānis Kariņš | 2018         |
| Kariņš II       | 14 december 2022  | 15 september 2023 | JV, NA, AS                         | Arturs Krišjānis Kariņš | 2022         |
| Siliņa          | 15 september 2023 |                   | JV, ZZS, PRO                       | Evika Siliņa            | 2022         |

## Bron
- Officiële website